# 見奈良温泉
見奈良温泉（みならおんせん）は愛媛県東温市（旧国伊予国）に湧出する温泉。

## 泉質
- ナトリウム - 塩化物 - 炭酸水素塩泉（低張性弱アルカリ性高温泉）
- 50度→45度に調節して湯船に入れているとのこと。（源泉100%）

### 効能
- 神経痛、筋肉痛、関節痛、五十肩、打ち身、慢性消化器病

※効能はその効果を万人に保証するものではない

## 温泉街
- 滞在型保養施設利楽がある。

### 周辺観光
- 白猪の滝

### ショッピング
- パルティーフジ見奈良（すぐ東側にある複合ショッピングセンター）

## アクセス
- 鉄道：伊予鉄道横河原線で見奈良駅下車徒歩約5分
- 車：松山自動車道川内インターチェンジより西方約2km
- 松山市駅より無料送迎バスあり